# El Zurriago
El Zurriago fue un periódico satírico publicado en Madrid entre 1821 y 1823, durante el Trienio Liberal.

## Historia
Comenzó a publicarse en septiembre de 1821. Sus editores fueron Félix Mejía y Benigno Morales, aunque también colaborarían entre otros Atanasio Lescura o José Sáenz Urraca, ambos provenientes de La Tercerola, una publicación que imitaba al Zurriago y relacionada estrechamente con este. Alcanzó tiradas de 5000-14 000 ejemplares.
De dieciséis páginas, ha sido denominado como un periódico satírico, «polémico y revolucionario», relacionado con el liberalismo exaltado del Trienio Liberal. Según Ramón de Mesonero Romanos —muy crítico con el periódico— en sus Memorias de un setentón, la publicación habría alcanzado «la funesta gloria de desmoralizar políticamente al pueblo y hacer descarriar la revolución hasta lanzarla al abismo». En El Zurriago se satirizaba la masonería, además de criticarse tanto a Fernando VII como a la Iglesia católica. Cesó su publicación en 1823.